# Liste der Kulturdenkmale in Beendorf

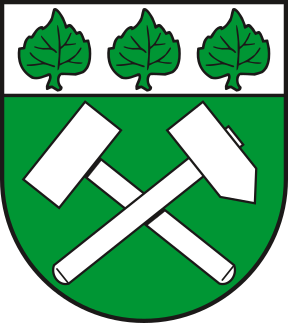
Wappen von Beendorf

In der Liste der Kulturdenkmale in Beendorf sind alle Kulturdenkmale der Gemeinde Beendorf (Landkreis Börde) und ihrer Ortsteile aufgelistet. Grundlage ist das Denkmalverzeichnis des Landes Sachsen-Anhalt, das auf Basis des Denkmalschutzgesetzes vom 21. Oktober 1991 erstellt und seither laufend ergänzt wurde (Stand: 25. Februar 2015).

## Kulturdenkmale inBeendorf
| Lage                                              | Bezeichnung     | Beschreibung | Erfassungs- nummer | Ausweisungsart | Bild            |
| ------------------------------------------------- | --------------- | --- | ------------------ | -------------- | --------------- |
| Kirchstraße (Karte)                               | Kirche          | | 094 84143          | Baudenkmal     | Weitere Bilder  |
| Kirchstraße 1 (Karte)                             | Pfarrhof        | | 094 84144          | Baudenkmal     | Pfarrhof        |
| Lindenberggasse, Mittelstraße (Karte)             | Denkmal         | Denkmal für die Völkerschlacht | 094 84145          | Baudenkmal     | Denkmal         |
| Mittelstraße 5 (Karte)                            | Wohnhaus, Mühle | | 094 84146          | Baudenkmal     | Wohnhaus, Mühle |
| Mittelstraße 14 (Karte)                           | Wohnhaus        | (ehem. Barnstorfischer Hof) | 094 84148          | Baudenkmal     | Wohnhaus        |
| Mittelstraße 17 (Karte)                           | Wohnhaus        | | 094 84149          | Baudenkmal     | Wohnhaus        |
| Mittelstraße 8, 11, 12, 13, Steinstraße 1 (Karte) | Ortskern        | | 107 05007          | Denkmalbereich | Ortskern        |
| Rundahlsweg 7, 7b, 27 (Karte)                     | Bergwerk        | Schacht Marie. Der Kalibergbau in Beendorf setzte 1897 ein. Aus dieser Zeit stammt das Schachtgebäude. Zur Zeit des Nationalsozialismus verpachtete der damalige Eigentümer der Schachtanlage, der Burbach-Konzern, die Anlage an die Wehrmacht und die Luftwaffe. | 094 84150          | Baudenkmal     | Bergwerk        |
| Schulplatz 12 (Karte)                             | Bauernhof       | | 094 84151          | Baudenkmal     | Bauernhof       |

## Legende
In den Spalten befinden sich folgende Informationen:
- Lage: Nennt den Straßennamen und wenn vorhanden die Hausnummer des Kulturdenkmals. Die Grundsortierung der Liste erfolgt nach dieser Adresse. Der Link „Karte“ führt zu verschiedenen Kartendarstellungen und nennt die geographischen Koordinaten.
Link zu einem Kartenansichtstool, um Koordinaten zu setzen. In der Kartenansicht sind Baudenkmale ohne Koordinaten mit einem roten bzw. orangen Marker dargestellt und können in der Karte gesetzt werden. Baudenkmale ohne Bild sind mit einem blauen bzw. roten Marker gekennzeichnet, Baudenkmale mit Bild mit einem grünen bzw. orangen Marker.
- Offizielle Bezeichnung: Nennt den Namen, die Bezeichnung oder zumindest die Art des Kulturdenkmals und verlinkt, soweit vorhanden, auf den Artikel zum Objekt.
- Beschreibung: Nennt bauliche und geschichtliche Einzelheiten des Kulturdenkmals, vorzugsweise die Denkmaleigenschaften.
- Erfassungsnummer: Für jedes Kulturdenkmal wird in Sachsen-Anhalt eine 20stellige Erfassungsnummer vergeben. Die letzten zwölf Ziffern werden für die Untergliederung nach Teilobjekten genutzt und werden nur angegeben, soweit vergeben. In dieser Spalte kann sich folgendes Icon  befinden, dies führt zu Angaben zu diesem Baudenkmal bei Wikidata.
- Ausweisungsart: Die Einordnung des Denkmales nach § 2 Abs. 2 DenkmSchG LSA
- Bild: Ein Bild des Denkmales, und gegebenenfalls einen Link zu weiteren Fotos des Kulturdenkmals im Medienarchiv Wikimedia Commons. Wenn man auf das Kamerasymbol klickt, können Fotos zu Kulturdenkmalen aus dieser Liste hochgeladen werden: